# Junior 7

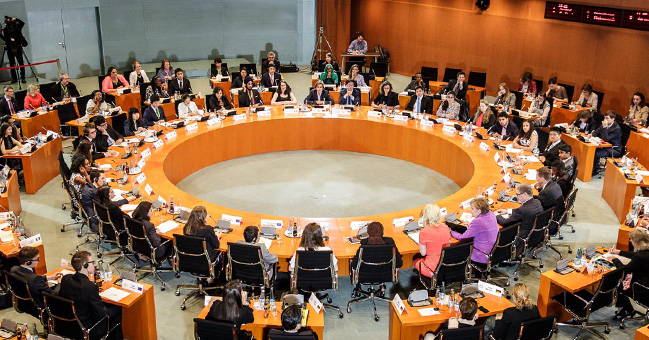
Junior-7-Gipfel mit der deutschen Bundeskanzlerin Angela Merkel (2015)

Junior 7, kurz J7 (ehemals Junior 8, kurz J8), war ein Programm von UNICEF mit Unterstützung der jeweiligen Präsidentschaft der G7 (Gruppe der Sieben). Es gab Kindern und Jugendlichen die Möglichkeit, ihre Positionen zu globalen Angelegenheiten im Rahmen der Gipfeltreffen der Staats- und Regierungschefs der G7-Länder zur Sprache zu bringen.
Das ehemalige Junior-8-Programm umfasste den Junior-8-Wettbewerb und den Junior-8Gipfel. Durch den Wettbewerb wurden Teams von jungen Menschen ermittelt, die als Vertreter ihres Landes am Junior-8-Gipfel teilnahmen. Der Junior-7-Gipfel (kurz J7-Gipfel oder J7 Summit) fand seit 2005 am Rande der G8-Gipfeltreffen statt. Auf dem J8-Gipfel erörterten die jungen Vertreter Punkte der Tagesordnung der G8 sowie Themen die für Kinder und Jugendliche von besonderer Relevanz sind. Seit dem G8-Gipfel 2006 konnten die Jugendvertreter ihre Abschlusserklärung in einer gemeinsamen Runde direkt den Staats- und Regierungschefs der G8 vorstellen.
Durch die Verkleinerung der G8 zur G7 im Jahr 2014 änderte sich auch die Formation dieses Projekts. Aktuell gibt es zu diesem Projekt und zu seiner Fortführung keine öffentlichen Informationen und auch keine weiteren Planungen.

## Teilnehmer
Am Junior-8-Programm konnten junge Menschen im Alter von 13 bis 17 Jahren aus den G8-Staaten Deutschland, Frankreich, Großbritannien, Italien, Japan, Kanada, USA sowie Russland teilnehmen. Ferner werden zum J8-Gipfel auch einige Jugendvertreter aus Entwicklungs- und Schwellenländer eingeladen.

## Junior-7-Wettbewerb
Am Junior-7-Wettbewerb (ehemals Junior-8-Wettbewerb) waren Gruppen von Schülern (derselben Schule) teil. Wesentlicher Bestandteil der Bewerbung war ein Aufsatz der sich mit einigen der vom Junior-7-Programm vorgegebenen Themen auseinandersetzt. Die Auswahl der Sieger erfolgte in zwei Stufen: Zunächst wurde durch eine Jury von UNICEF und der Morgan Stanley Stiftung eine Vorauswahl getroffen. Aus dieser Vorauswahl ermittelte eine von den Veranstaltern benannten Expertenrunde, welcher Erwachsene und Jugendliche angehören, die Sieger. Dabei wurden die folgenden Kriterien beurteilt:
- Erfüllung der formalen Voraussetzungen
- Originalität und Qualität
- phantasievolle, innovative und ergebnisorientierte Arbeit
- klar kommunizierte und durchführbare Ideen
- nachvollziehbare Recherche und Auseinandersetzung mit dem Thema
- Gruppenarbeit
- verstehen globaler Zusammenhänge
- nachvollziehbares soziales Engagement.

## Junior-7-Gipfel
Die Sieger des Junior-7-Wettbewerbs (ehemals Junior-8-Wettbewerb) in den einzelnen G7-Staaten nahmen am Junior-7-Gipfel teil. Der Junior-7-Gipfel fand unmittelbar vor dem Treffen der Staats- und Regierungschefs der G7 statt. Dort erörtern und diskutieren die Gewinnerteams des Wettbewerbs Punkte der G7-Tagesordnung als auch Themen, die für junge Leute von besonderer Relevanz sind.
Der J7-Gipfel dauert mehrere Tage, an denen die Teilnehmer an Diskussionsrunden, Workshops und Übungen teilnehmen. Am Ende wird schließlich von den jugendlichen Vertretern eine Abschlusserklärung verfasst, welche ihre Lösungsvorschläge für die globalen Probleme skizziert. Seit 2006 wird diese Abschlusserklärung von einigen J7-Teilnehmern den Staats- und Regierungschefs persönlich präsentiert.

### Bisherige J7-Gipfel
- 3. – 6. Juli 2005 in Edinburgh, anlässlich des G8-Gipfels in Gleneagles, mit 96 Teilnehmern aus den Ländern der G8. Schwerpunktthemen waren Afrika und die Globale Erwärmung. Zusätzlich fand in Dunblane die UNICEF-Kinderkonferenz C8 (Children-8) statt.
- 7. – 18. Juli 2006 in Sankt Petersburg, anlässlich des G8-Gipfels in St. Petersburg 2006, mit 64 Teilnehmern aus den Ländern der G8. Schwerpunktthemen waren Infektionskrankheiten, Energie, Bildung sowie Gewalt und Toleranz
- 3. – 9. Juni 2007 in Wismar, anlässlich des G8-Gipfels in Heiligendamm 2007, mit insgesamt 74 Teilnehmern, 64 aus den Ländern der G8 sowie zehn Teilnehmer aus zehn Entwicklungs- und Schwellenländern. Schwerpunktthemen waren die wirtschaftliche Entwicklung in Afrika, HIV und AIDS, Klimawandel und Energieeffizienz sowie geistiges Eigentum und soziale Verantwortung von Unternehmen als neue Herausforderungen für die globale Wirtschaft
- 2008 in Tōyako, Hokkaidō.
- 2009 in Rom, Italien.
- Mai 2015, Berlin, Deutschland.